# HD18454
HD18454 — хімічно пекулярна зоря спектрального класу A5, що має  видиму зоряну величину в смузі V приблизно  5,4.
Вона  розташована на відстані близько 158,8 світлових років від Сонця.

## Фізичні характеристики
Зоря HD18454 обертається 
досить швидко 
навколо своєї осі. Проєкція її екваторіальної швидкості на промінь зору становить  Vsin(i)=107км/сек.